# Araneus niveus
Araneus niveus är en spindelart som först beskrevs av Nicholas Marcellus Hentz 1847.  Araneus niveus ingår i släktet Araneus och familjen hjulspindlar. Inga underarter finns listade i Catalogue of Life.